# 小野寺諒
小野寺 諒（おのでら りょう、1995年11月15日- ）は、日本のマニピュレーター、トラックメーカー。アーティストとしての名義はDERA（でら）。愛称は「デラッチ」「デラちゃん」「デラックス」、GLAYのTERUからは「ブロッコリー」と呼ばれている。
血液型はA型。宮城県栗原市（旧栗原郡金成）出身。

## 略歴
実家は美容室を経営。
岩手県一関市の病院で生まれ、一時幼少期を宮城県仙台市で過ごし、学生時代の大半を同県の栗原市（旧栗原郡金成）で過ごした。
現在は東京在住で、主にコンサート現場でマニピュレーターとして活動し、数々のアーティストのツアーに参加している。

## 担当アーティスト
- THE RAMPAGE from EXILE TRIBE
- MA55IVE THE RAMPAGE
- iScream
- MOONCHILD
- KAT-TUN
- 亀梨和也